# Edmund Halley

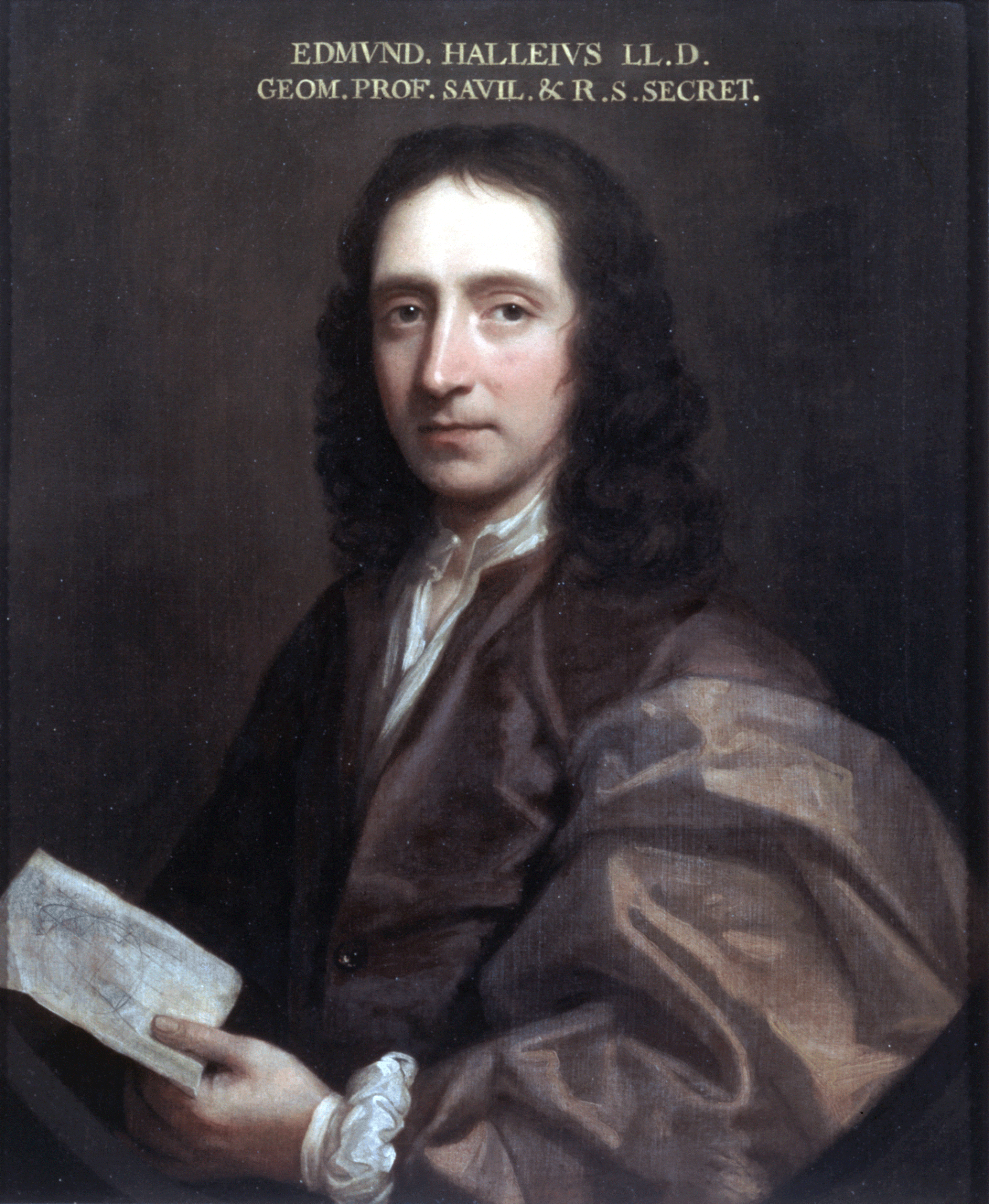
Chân dung của Edmond Halley được vẽ vào khoảng năm 1687 bởi Thomas Murray (Hội Hoàng gia, London)

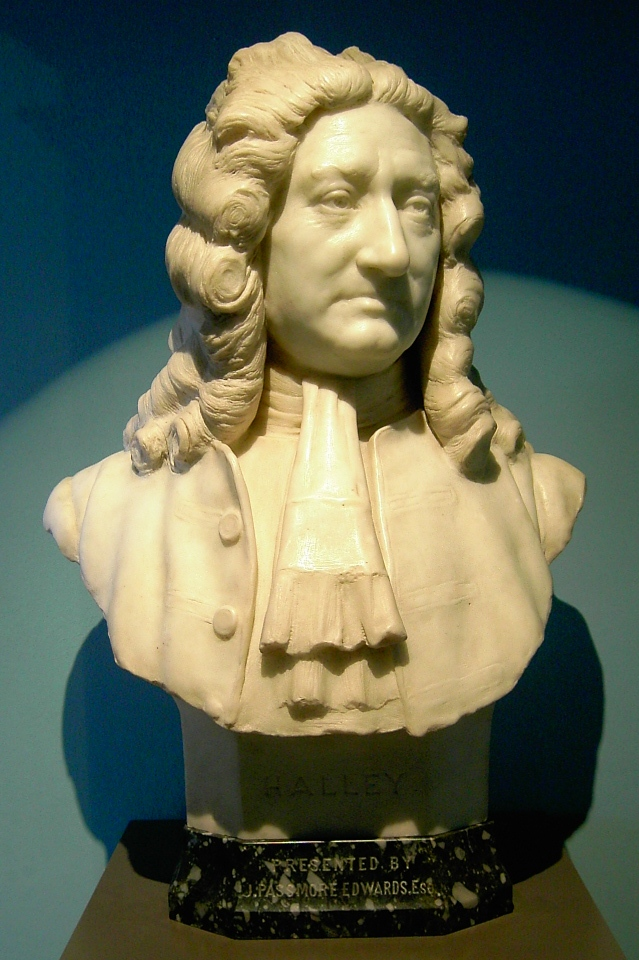
Tượng bán thân của Edmond Halley trong Bảo tàng Royal Greenwich Observatory

Edmond Halley FRS (đôi khi gọi là "Edmund"; /ˈedmənd ˈhɔːlɪ/) (8 tháng 11 năm 1656 – 14 tháng 1 năm 1742) là một nhà thiên văn địa vật lý, nhà địa vật lý, nhà toán học, nhà khí tượng học, và nhà vật lý học người Anh.

## Tiểu sử và nghề nghiệp
Halley được sinh ra ở Haggerston, Luân Đôn, là con trai của một người nấu xà phòng giàu có. Lúc còn trẻ con, Halley rất ưa thích đến toán học. Cậu bé đã học tại St Paul's School, và sau đó, từ năm 1673, học tại The Queen's College, Oxford. Lúc còn là sinh viên, Halley đã được xuất bản các bài về hệ mặt trời và vệt đen mặt trời.
Khi rời Oxford năm 1676, Halley đã thăm đảo phía Nam Đại Tây Dương St. Helena với phát minh về việc nghiên cứu các ngôi sao từ Nam Bán Cầu. Ông đã trở về Anh tháng 11 năm 1678. Trong năm sau, ông đã đến Danzig (Gdańsk) và ở lại cùng với nhà thiên văn học Johannes Hevelius, nơi ông quan sát vào kiểm chứng các kết quả của Hevelius. Do Hevelius không sử dụng kính thiên văn, các quan sát của ông đã bị Hooke nghi ngờ. Cùng năm đó, Halley đã xuất bản Catalogus Stellarum Australium bao gồm các chi tiết của 341 ngôi sao phía Nam. Những bổ sung này cho các bản đồ sao ngày nay đã khiến ông được so sánh với Tycho Brahe. Halley được trao bằng thạc sĩ tại Oxford và được bầu làm một hội viên của Hội Hoàng gia.